# Коммершиал-Пойнт (Огайо)
Коммершиал-Пойнт (англ. Commercial Point) — селище (англ. village) в США, в окрузі Пікавей штату Огайо. Населення — 3078 осіб (2020).

## Географія
Коммершиал-Пойнт розташований за координатами 39°46′2″ пн. ш. 83°3′19″ зх. д. / 39.76722° пн. ш. 83.05528° зх. д. (39.767227, -83.055237).  За даними Бюро перепису населення США в 2010 році селище мало площу 2,92 км², уся площа — суходіл.

## Демографія
Згідно з переписом 2010 року, у селищі мешкали 1582 особи в 507 домогосподарствах у складі 413 родин. Густота населення становила 543 особи/км².  Було 547 помешкань (188/км²).
Расовий склад населення:
| - 94,4 % — білих - 1,3 % — чорних або афроамериканців - 1,3 % — азіатів - 0,3 % — корінних американців - 1,0 % — осіб інших рас |

До двох чи більше рас належало 1,8 %. Частка іспаномовних становила 2,0 % від усіх жителів.
За віковим діапазоном населення розподілялося таким чином: 34,8 % — особи молодші 18 років, 58,8 % — особи у віці 18—64 років, 6,4 % — особи у віці 65 років та старші. Медіана віку мешканця становила 32,1 року. На 100 осіб жіночої статі у селищі припадало 92,5 чоловіків;  на 100 жінок у віці від 18 років та старших — 92,2 чоловіків також старших 18 років.
Середній дохід на одне домашнє господарство  становив 84 065 доларів США (медіана — 87 333), а середній дохід на одну сім'ю — 88 986 доларів (медіана — 88 958). Медіана доходів становила 60 433 долари для чоловіків та 36 389 доларів для жінок. За межею бідності перебувало 5,7 % осіб, у тому числі 5,7 % дітей у віці до 18 років та 9,7 % осіб у віці 65 років та старших.
Цивільне працевлаштоване населення становило 808 осіб. Основні галузі зайнятості: освіта, охорона здоров'я та соціальна допомога — 16,5 %, публічна адміністрація — 13,2 %, роздрібна торгівля — 11,4 %, виробництво — 10,1 %.